# 江苏·福冈友好樱花园
江苏·福冈友好樱花园是位於中華人民共和國江蘇省南京市梅花山的一個櫻花園，佔地面積1.4公頃。1996年，日本福冈市各界集資購買了数千株櫻花树赠送给江苏省。江苏省人民政府在明孝陵新梅园边开辟出了一块區域並定名江苏·福冈友好櫻花园。江苏·福冈友好櫻花内共种植了垂枝早樱、日本櫻花、大岛樱等8个品种的4000多株櫻花。樱花园内立有一块方形石碑，正面记载着为友好楼花园捐资者的姓名。江苏·福冈友好樱花园內還有亭子和游廊。